# Oskar Montelius
Oskar Montelius (* Falun, Švédsko) je bývalý kytarista švédských metalových skupin Sabaton a Civil War. Sabaton opustil v roce 2012, když v kapele nastaly velké personální změny a z původních členů zůstali pouze Joakim Brodén a Pär Sundström. Důvodem odchodu byla dlouhá a vyčerpávající turné. Bývalí členové včetně Monteliuse následně na to založili svojí vlastní skupinu Civil War. S tou Montelius vydal dvě alba a poté ji opustil.